# Тепловидільна збірка

Чохол свіжого палива (бачимо головки ТВЗ)

Тепловидільна збірка (ТВЗ) — збірка, набір тепловидільних елементів, зібраних в організовані пачку для спрощення обліку та переміщення атомного палива в реакторі. В одній тепловидільній збірці знаходиться 150—350 твелів, в активну зону реактора поміщається 200—450 тепловидільних збірок. Тепловидільна збірка є кінцевим продуктом створюваного виробництва, який використовується як паливо атомних електростанцій. Тепловидільна збірка працює в реакторі при високій температурі і в середовищі, що знаходиться під впливом радіації протягом 4—5 років.. 
Зазвичай є чотиригранними (PWR) або шестигранними (ВВЕР) трубками, виготовленими з неіржавної сталі або сплаву цирконію (для зменшення поглинання нейтронів), в яких безпосередньо розміщується таблетоване ядерне паливо. Пучок ТВЕЛів сягяє довжини 2,5—3,5 м (що приблизно відповідає висоті активної зони) і діаметром 30—40 см.

## Типи ТВЗ
ТВЗ реакторів ВВЕР-440
ТВЗ ВВЕР-440 складається з пучка твелів, головки, хвостовика і чохла. Твели в пучку розташовані по трикутній решітці і об'єднані між собою дистанційно ґратами «стільникового» типу, закріпленими на центральній трубі, закріпленої на хвостовику. Головка і хвостовик ТВЗ жорстко по шестигранній поверхні з'єднана з чохлом, що є несучим елементом конструкції. Пучок складається з 126 твелів.
ТВЗ реакторів ВВЕР-1000
ТВЗ ВВЕР-1000 є активною конструкцію з 312 твелів (є варіант з 313 твелів), закріплених в каркасі з 18 напрямних каналів, декількох (до 15) дистанціонуючих і однієї нижньою решіткою. У складі тепловиділяючих елементів ТВЗ ВВЕР-1000 може бути до 27 твелів (твелів з рівномірно інтегрованим оксидом гадолінію, що використовується в якості поглинача, в паливо з діоксиду збагаченого урану). Описані вище ТВЗ і її різновиди відносяться не до реакторної установки ВВЕР-440, а також до ВВЕР-1000. До ВВЕР-440 відноситься тільки РК-2 і РК-3 - робочі касети другого і третього поколінь, відповідно.
Кінцеві деталі ТВЗ служать для фіксації касети в настановних гніздах активної зони. Верхня кінцева деталь (головка) забезпечує взаємодію з внутрішньокорпусними пристроями реактора і піджимає ТВЗ від спливання, а також роз'ємне з'єднання з каркасом ТВЗ. Нижня кінцева деталь (хвостовик) забезпечує задане розташування касети в активній зоні, а також організацію протоку теплоносія.
Основні конструктивні особливості вітчизняної конструкції ТВЗ пов'язані, перш за все, з формою її поперечного перерізу. На відміну від світових аналогів, що базуються на прямокутній формі, ТВЗ ВВЕР-1000 має гексагональний (шестигранний) перетин. За інших рівних умов гексагональна форма ТВЗ забезпечує більш високу однорідність поля розташування твелів і гарантує збереження ТВЗ під час транспортно-технологічних операціях при її виготовленні і при експлуатації на АЕС.

## Світові постачальники ТВЗ
- Areva (Франція) — 31% світового ринку
- Toshiba (Японія) — крім власних потужностей теперішній власник Westinghouse
- Westinghouse Electric Company (США) — разом з Toshiba 26% світового ринку
- ТВЕЛ (Росія) — 17% світового ринку, майже 100 % ринку поставок вугілля для АЕС з реакторами ВВЭР, 100 % — на АЕС з реакторами РБМК, а також з іншими типами реакторів[6]
- Japan Nuclear Fuel Limited (англ.) (Японія) — 17% світового ринку
- Mitsubishi Heavy Industries (Японія)
- Hitachi (Японія)
- Nuclear Fuel Industries (Японія)
- General Electric (США)
- Babcock and Wilcox (англ.) (США)
- Cameco (Канада)
- CNNC (англ.) (Китай)
- Siemens (Німеччина)
- British Nuclear Fuels (англ.) (Велика Британія)
- FCN (Румунія)
- ENUSA (ісп.) (Іспанія)
- Korea Nuclear Fuel (англ.) (Південна Корея) — корейський монополіст
- Nuclear Fuel Complex (Індія) — індійський монополіст
- BelgoNucléaire (Бельгія) — виробництво MOX-палива
- Duke Cogema Stone&Webster (США) — виробництво MOX-палива[7]
- Thorium Power Inc (США) — виробництво перспективного торієвого палива.